# Stemmacantha integrifolia
Stemmacantha integrifolia là một loài thực vật có hoa trong họ Cúc. Loài này được Dittrich miêu tả khoa học đầu tiên năm 1980.